# بوني أرنولد
بوني أرنولد (بالإنجليزية: Bonnie Arnold)‏ هي منتجة أفلام أمريكية، ولدت في 1955 في أتلانتا في الولايات المتحدة.

## وصلات خارجية
- بوني أرنولد على موقع IMDb (الإنجليزية)
- بوني أرنولد على موقع ألو سيني (الفرنسية)
- بوني أرنولد على موقع أول موفي (الإنجليزية)
- بوني أرنولد على موقع قاعدة بيانات الأفلام السويدية (السويدية)
- بوني أرنولد على موقع قاعدة بيانات الفيلم (الإنجليزية)
- بوني أرنولد على موقع كينوبويسك (الروسية)